# Honkalompolot
Honkalompolot är en sjö i Kiruna kommun i Lappland och ingår i Torneälvens huvudavrinningsområde. Sjön har en area på 0,0505 kvadratkilometer och ligger 417,9 meter över havet. Honkalompolot ligger i Torneträsk-Soppero fjällurskog Natura 2000-område. Sjön avvattnas av vattendraget Idijoki (Jierijoki).

## Delavrinningsområde
Honkalompolot ingår i det delavrinningsområde (758004-174970) som SMHI kallar för Utloppet av Mukkaperänjärvi. Medelhöjden är 433 meter över havet och ytan är 32,98 kvadratkilometer. Det finns inga avrinningsområden uppströms utan avrinningsområdet är högsta punkten. Idijoki (Jierijoki) som avvattnar avrinningsområdet har biflödesordning 3, vilket innebär att vattnet flödar genom totalt 3 vattendrag innan det når havet efter 472 kilometer. Avrinningsområdet består mestadels av skog (71 procent) och sankmarker (22 procent). Avrinningsområdet har 1,55 kvadratkilometer vattenytor vilket ger det en sjöprocent på 4,7 procent.